# Edmund Lyons
Edmund Lyons, 1er baron Lyons, est né le 21 novembre 1790 à Burton, près de Christchurch, au Royaume-Uni, et décédé le 23 novembre 1858 au château d'Arundel, à Arundel, au Royaume-Uni. Officier de la Royal Navy, il est nommé amiral et effectue plusieurs missions diplomatiques, en Grèce, en Suède et en Suisse.

C'est lui qui commande la flotte britannique de la Méditerranée,entre 1854 et 1858, donc durant la guerre de Crimée.
Représentant du Royaume-Uni à Athènes entre 1835 et 1849, il s'oppose activement à la politique du roi Othon Ier de Grèce.